# Air Niugini
Air Niugini Limited es la aerolínea nacional de Papúa Nueva Guinea, con base en Port Moresby. Efectúa vuelos de cabotaje desde Port Moresby y Lae, así como vuelos internacionales en Asia, Oceanía y Australia. Su principal base de operaciones es el Aeropuerto Internacional de Jacksons, Port Moresby. Niugini es la palabra Tok Pisin para Nueva Guinea. 

## Historia

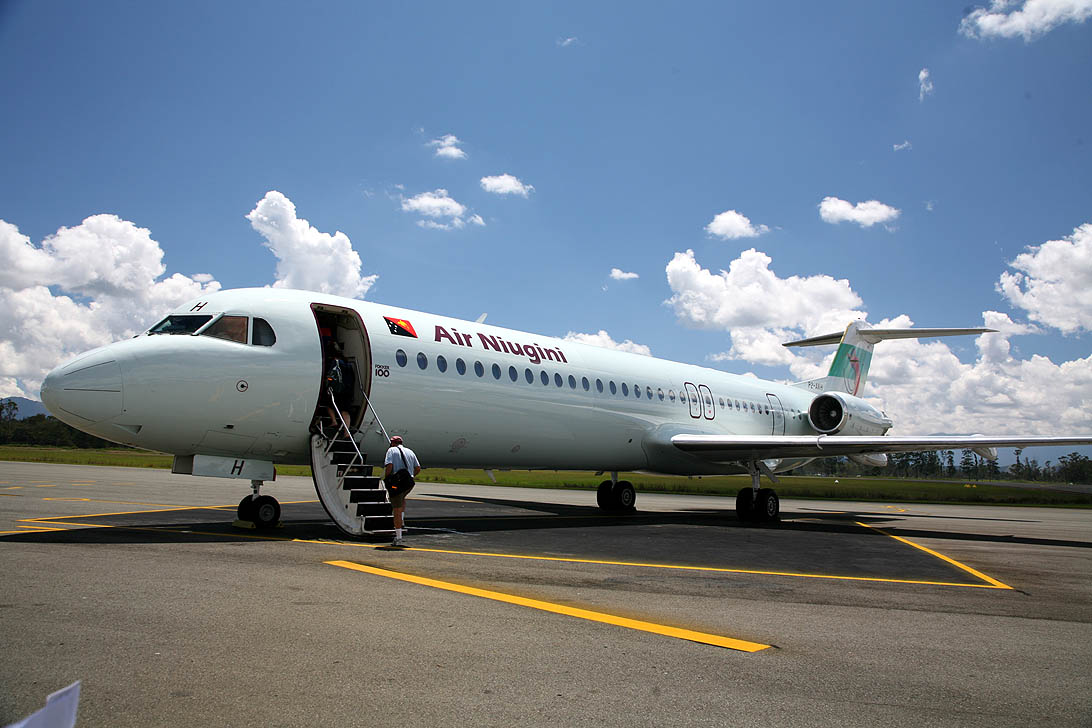
Un Fokker 100 de Air Niugini (P2-ANH) aparcado en el Aeropuerto de Kagamugaen Mt. Hagen, Papúa Nueva Guinea.

La aerolínea fue fundada en noviembre de 1973 como la aerolínea nacional de Papúa Nueva Guinea con el gobierno que posee el 60% de las acciones, Ansett (16%), Qantas (12%) y Trans Australia Airlines (TAA) (12%). Comenzó exclusivamente como aerolínea doméstica; sin embargo se embarcó en los vuelos internacionales poco después. La aerolínea fue fundada utilizando aeronaves DC-3 y Fokker F27.
Los vuelos internacionales comenzaron poco después con un Boeing 720 alquilado del 6 de febrero de 1976 al 2 de febrero de 1977. Este fue reemplazado por un Boeing 707 adquirido de Qantas. A finales de los setenta, los vuelos internos se combinaron entre reactores Fokker F28 y los Fokker F27 turbohélice. A finales de 1975 Air Niugini alquiló aeronaves Boeing 727-200 de Ansett y TAA para servir la ruta de Brisbane. La aerolínea también alquiló un Boeing 707 de Qantas para efectuar vuelos semanalmente a Manila y Hong Kong. En 1976, el gobierno adquirió las acciones de Ansett y convertirla en estatal. La flota de F-27s fue retirada a comienzos de los ochenta con la introducción de los de Havilland Canada Dash 7.
En 1979, Air Niugini abrió rutas a Honolulú y Singapur via Yakarta. Ese mismo año, nuevas instalaciones fueron inauguradas en el Aeropuerto Internacional de Jacksons y se abrieron oficinas de venta de billetes en Hong Kong, Tokio, Europa y los Estados Unidos.
En 1984, la aerolínea reemplazó los dos Boeing 707 con un Airbus A300 alquilado de TAA. Este fue reemplazado años más tarde por dos Airbus A310 para comenzar a volar a destinos de Australia y Asia como Singapur y Manila.
Un Boeing 767 fue adquirido en agosto de 2002, reemplazando al avión Airbus, y utilizado para ampliar los destinos internacionales.
Desde septiembre de 2004, los Fokker F100 fueron introducidos para comenzar a reemplazar a los Fokker F28 más antiguos de las rutas nacionales, el servicio diario a Cairns, y los dos vuelos semanales a Honiara en las Islas Salomón.
En diciembre de 2007, Air Niugini devolvió el Boeing 767 alquilado a sus propietarios, Viva Macau. La aerolínea alquiló entonces un Boeing 757-200 de Icelandair y planea hacerse con su propio Boeing 767-300ER de Royal Brunéi Airlines.
El 18 de abril de 2008, se comenzaron los vuelos de la ruta Sídney-Puerto Moresby utilizando inicialmente un Embraer ERJ-145 alquilado de SkyAirWorld de Australia.

## Destinos
| Países             | Destinos       | Aeropuertos                                |
| ------------------ | -------------- | ------------------------------------------ |
| Australia          | Brisbane       | Aeropuerto de Brisbane                     |
| Australia          | Cairns         | Aeropuerto de Cairns                       |
| Australia          | Sídney         | Aeropuerto Internacional Kingsford Smith   |
| Filipinas          | Manila         | Aeropuerto Internacional Ninoy Aquino      |
| Fiyi               | Nadi           | Aeropuerto Internacional de Nadi           |
| Hong Kong          | Hong Kong      | Aeropuerto Internacional de Hong Kong      |
| Islas Salomón      | Honiara        | Aeropuerto Internacional de Honiara        |
| Papúa Nueva Guinea | Alotau         | Aeropuerto de Gurney                       |
| Papúa Nueva Guinea | Buka           | Aeropuerto de Buka                         |
| Papúa Nueva Guinea | Goroka         | Aeropuerto de Goroka                       |
| Papúa Nueva Guinea | Hoskins        | Aeropuerto de Hoskins                      |
| Papúa Nueva Guinea | Kavieng        | Aeropuerto de Kavieng                      |
| Papúa Nueva Guinea | Kiunga         | Aeropuerto de Kiunga                       |
| Papúa Nueva Guinea | Lae            | Aeropuerto Nadzab                          |
| Papúa Nueva Guinea | Lihir          | Aeropuerto de Lihir                        |
| Papúa Nueva Guinea | Lorengau       | Aeropuerto de Lorengau                     |
| Papúa Nueva Guinea | Madang         | Aeropuerto de Madang                       |
| Papúa Nueva Guinea | Mount Hagen    | Aeropuerto de Mount Hagen                  |
| Papúa Nueva Guinea | Popondetta     | Aeropuerto Girua                           |
| Papúa Nueva Guinea | Puerto Moresby | Aeropuerto Internacional de Jacksons (HUB) |
| Papúa Nueva Guinea | Rabaul         | Aeropuerto de Rabaul                       |
| Papúa Nueva Guinea | Tabubil        | Aeropuerto de Tabubil                      |
| Papúa Nueva Guinea | Tari           | Aeropuerto de Tari                         |
| Papúa Nueva Guinea | Vanimo         | Aeropuerto de Vanimo                       |
| Papúa Nueva Guinea | Wewak          | Aeropuerto de Wewak                        |
| Singapur           | Singapur       | Aeropuerto Internacional de Singapur       |

## Flota

### Flota actual
La flota de Air Niugini está formada por las siguientes aeronaves:
| Aeronaves                  | En servicio | Pedidos | Pasajeros                                         | Pasajeros                                         | Pasajeros                                         | Matrículas                                        | Antigüedad                                        | Notas                                                                                            |
| Aeronaves                  | En servicio | Pedidos | C                                                 | Y                                                 | Total                                             | Matrículas                                        | Antigüedad                                        | Notas                                                                                            |
| -------------------------- | ----------- | ------- | ------------------------------------------------- | ------------------------------------------------- | ------------------------------------------------- | ------------------------------------------------- | ------------------------------------------------- | ------------------------------------------------------------------------------------------------ |
| Airbus A220-100            | —           | 8       | TBA                                               | TBA                                               | 114                                               |                                                   |                                                   | Las entregas comenzarán en el tercer cuatrimestre de 2025 para sustituir a los viejos Fokker     |
| Airbus A220-300            | —           | 3       | TBA                                               | TBA                                               | 138                                               |                                                   |                                                   | Las entregas comenzarán en el tercer cuatrimestre de 2025 para sustituir a los viejos Fokker     |
| Boeing 737-800             | 3           | —       | 20                                                | 138                                               | 158                                               | P2-PXC                                            | 21,7 años                                         |                                                                                                  |
| Boeing 737-800             | 3           | —       | 12                                                | 150                                               | 162                                               | P2-PXA                                            | 12,1 años                                         |                                                                                                  |
| Boeing 737-800             | 3           | —       | 12                                                | 150                                               | 162                                               | P2-PXB                                            | 10,7 años                                         |                                                                                                  |
| Boeing 767-300ER           | 2           | —       | 28                                                | 160                                               | 188                                               | P2-PXW                                            | 33,8 años                                         |                                                                                                  |
| Boeing 767-300ER           | 2           | —       | 28                                                | 160                                               | 188                                               | P2-PXV                                            | 25,8 años                                         |                                                                                                  |
| Boeing 787-8               | —           | 2       | 24                                                | 218                                               | 242                                               |                                                   |                                                   | Las entregas comenzarán en el tercer cuatrimestre de 2025 para sustituir a los viejos Boeing 767 |
| De Havilland Canada Dash 8 | 5           | —       | —                                                 | 50                                                | 50                                                | P2-ANP                                            | 29,7 años                                         | Estacionado en CNS desde 2025                                                                    |
| De Havilland Canada Dash 8 | 5           | —       | —                                                 | 74                                                | 74                                                | P2-PXR                                            | 17,8 años                                         |                                                                                                  |
| De Havilland Canada Dash 8 | 5           | —       | —                                                 | 74                                                | 74                                                | P2-PXQ                                            | 17,5 años                                         |                                                                                                  |
| De Havilland Canada Dash 8 | 5           | —       | —                                                 | 74                                                | 74                                                | P2-PXS                                            | 16,1 años                                         | Estacionado en POM desde 2023                                                                    |
| De Havilland Canada Dash 8 | 5           | —       | —                                                 | 74                                                | 74                                                | P2-PXT                                            | 15 años                                           |                                                                                                  |
| Fokker 70                  | 4           | —       | —                                                 | 80                                                | 80                                                | P2-ANU                                            | 30,2 años                                         |                                                                                                  |
| Fokker 70                  | 4           | —       | —                                                 | 80                                                | 80                                                | P2-ANV                                            | 29,5 años                                         | Estacionado en POM desde 2024                                                                    |
| Fokker 70                  | 4           | —       | —                                                 | 80                                                | 80                                                | P2-ANT                                            | 28,8 años                                         |                                                                                                  |
| Fokker 70                  | 4           | —       | —                                                 | 80                                                | 80                                                | P2-ANR                                            | 28,7 años                                         |                                                                                                  |
| Fokker 100                 | 5           | —       | 8                                                 | 93                                                | 101                                               | P2-ANE                                            | 35,3 años                                         | Estacionado en POM desde 2025                                                                    |
| Fokker 100                 | 5           | —       | 8                                                 | 93                                                | 101                                               | P2-ANH                                            | 34,6 años                                         |                                                                                                  |
| Fokker 100                 | 5           | —       | 8                                                 | 93                                                | 101                                               | P2-ANF                                            | 33,8 años                                         |                                                                                                  |
| Fokker 100                 | 5           | —       | 8                                                 | 93                                                | 101                                               | P2-ANC                                            | 31,8 años                                         | Estacionado en POM desde 2025                                                                    |
| Fokker 100                 | 5           | —       | 8                                                 | 93                                                | 101                                               | P2-ANJ                                            | 30,4 años                                         |                                                                                                  |
| Total                      | 17          | 2       | Edad media de la flota (julio de 2025): 25,4 años | Edad media de la flota (julio de 2025): 25,4 años | Edad media de la flota (julio de 2025): 25,4 años | Edad media de la flota (julio de 2025): 25,4 años | Edad media de la flota (julio de 2025): 25,4 años | Edad media de la flota (julio de 2025): 25,4 años                                                |

### Flota histórica
| Aeronaves                            | Total | Introducido | Retirado | Matrículas |
| ------------------------------------ | ----- | ----------- | -------- | --- |
| Airbus A300                          | 3     | 1984        | 2001     | P2-ANG, VH-TAC y S7-RGO |
| Airbus A310                          | 4     | 1990        | 2011     | P2-ANA, CS-TKI, P2-ANG y CS-TDI |
| ATR 42                               | 1     | 2012        | 2013     | P2-PXY |
| ATR 72                               | 1     | 2013        | 2015     | P2-PXZ |
| Avro RJ70                            | 1     | 1999        | 2000     | VH-NJW |
| British Aerospace 146                | 1     | 2004        | 2004     | VH-NJX |
| Boeing 707                           | 3     | 1976        | 1985     | P2-ANH, P2-ANB y P2-ANA |
| Boeing 720                           | 1     | 1976        | 1977     | P2-ANG |
| Boeing 737-200                       | 1     | 1989        | 1990     | G-BTEB |
| Boeing 737-700                       | 1     | 2012        | 2021     | P2-PXD |
| Boeing 757-200                       | 5     | 2007        | 2018     | TF-FII, TF-FIW, TF-LLX, P2-ANB y TF-FIC |
| Boeing 767-300ER                     | 3     | 2002        | 2016     | P2-ANA, ZK-NCE (rrg. P2-ANG) y CS-TKR |
| De Havilland Canada DHC-6 Twin Otter | 1     | 1997        | 1997     | VH-XFC |
| De Havilland Canada Dash 7           | 3     | 1981        | 1998     | P2-ANN, P2-ANO y P2-ANP |
| Douglas DC-3/C-47                    | 8     | 1973        | 1982     | P2-SBO (rrg. P2-ANT), P2-MMA (rrg. P2-ANS), P2-MAB (rrg. P2-ANX), P2-SBL (rrg. P2-ANR), P2-SBD (rrg. P2-ANO), P2-MAN (rrg. P2-ANY), P2-MAT (rrg. P2-ANZ) y P2-SBW (rrg. P2-ANQ)                                                                          |
| Embraer ERJ-145                      | 1     | 2008        | 2009     | VH-SZF |
| Fokker F27 Friendship                | 14    | 1973        | 1994     | VH-TFA (rrg. P2-TFA y P2-ANA), VH-FNA (rrg. P2-ANJ), VH-TFI (rrg. P2-TFI, P2-ANB y P2-ANZ), P2-TFJ (P2-ANC), VH-TFK (P2-FTK y P2-AND), P2-ANK, VH-JCC, P2-MNE (rrg. P2-ANE), P2-BNF, VH-FNK (rrg. P2-ANL), P2-ANI, VH-FNN (rrg. P2-ANM), P2-ANS y VH-EWU |
| Fokker F28 Fellowship                | 16    | 1977        | 2006     | P2-ANL, P2-ANH, P2-ANE, P2-ANZ, P2-ANF, P2-ANU, P2-ANB, P2-ANW, P2-ANY, P2-ANC, P2-AND, P2-ANS, VH-EWB, P2-ANR, P2-ANJ y P2-ANI |
| NAMC YS-11                           | 1     | 1974        | 1979     | JA8780 |

## Accidentes e incidentes
- El 28 de septiembre de 2018, el Vuelo 73 de Air Niugini que volaba de Pohnpei a Port Moresby ameriza en la laguna Chuuk. Sobreviven 46 de sus 47 ocupantes.